# Cynfeirdd
Cynfeirdd (« poètes anciens » ou « premiers poètes ») est un terme employé pour désigner les premiers bardes de la littérature galloise. Leur premier représentant est Taliesin.

## Caractéristiques
Les poèmes sont une alternance de cyhydedd nawban et de cyhydedd hir.

## Histoire
On emploie la plupart du temps ce terme pour désigner la période où l'on pouvait trouver ces poètes anciens. C'est-à-dire à peu près du VIe siècle au XVIe siècle.
Les Cynfeirdd sont remplacés par les Gogynfeirdd.